# Copaïs
Ne doit pas être confondu avec lac Copaïs.

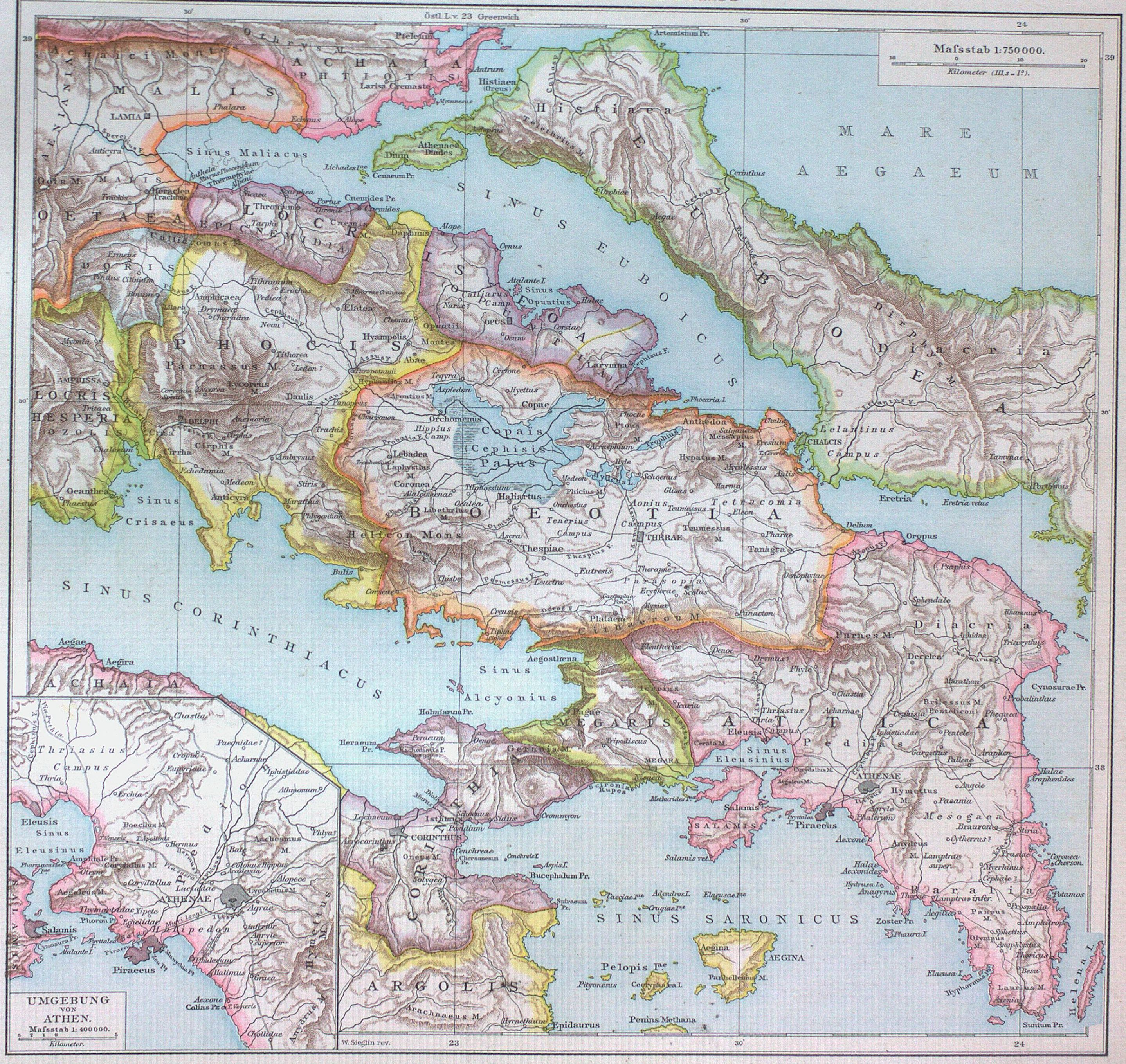
Carte de Béotie, de l'Attique et de Phocide montrant l'emplacement antique du lac Copaïs. La ville de Copaïs se trouve sur la rive du lac, au nord-est. Carte par Gustav Droysen, Allgemeiner historischer Handatlas, 1886.

Copaïs ou Copaï (en grec ancien Κῶπαι) est une cité de Grèce antique située dans la région de Béotie, sur la rive nord du lac Copaïs. Son existence est attestée dès les épopées homériques : elle est mentionnée dans l’Iliade, au chant II, dans le Catalogue des vaisseaux. La ville a donné son nom aux environs, puis au lac tout entier. Copaïs a manqué plusieurs fois de peu d'être engloutie par les eaux du lac au fil des fluctuations des contours des rives,. La cité fait partie de la ligue béotienne. La ville existe toujours au temps de Pausanias le Périégète, qui indique qu'elle comporte des temples consacrés à Déméter, Dionysos et Sérapis. Copaïs est également mentionné par l'auteur latin Pline l'Ancien dans son Histoire naturelle.
Le site archéologique de Copaïs se trouve près du village de Kastro (appelé avant 1953 Topolia).